# Juiced 2: Hot Import Nights
Juiced 2: Hot Import Nights è un videogioco di corse per Pc, PlayStation 2, PlayStation 3, Xbox 360, Nintendo DS ed esiste anche una versione per cellulare. Il gioco è pubblicato da THQ e sviluppato da Juice Games ed è il seguito del gioco Juiced uscita nel 2004 ma rappresenta una grande innovazione di gameplay e grafica rispetto al precedente episodio.
Il titolo offre diverse modalità di gioco tra cui la modalità carriera, la possibilità di una carriera online (disponibile solo per le versioni PC,PS3,XBOX 360), una modalità "Laboratorio DNA Piloti" per gareggiare direttamente contro piloti con caratteristiche diverse, e una nuova caratteristica unica ed innovativa il DNA Piloti, ovvero la creazione automatica dal videogioco di un profilo pilota sotto forma di DNA grafico in base al proprio stile di guida e comportamento con gli avversari. Il giocatore può modificare la propria auto per adattarla al proprio stile di guida sia esteticamente con una nutrita e spettacolare serie di aerografie, che meccanicamente e sbloccarne di nuove proseguendo nella carriera.

## Modalità di gioco

### Carriera
La modalità carriera è organizzata in classi. Ogni classe contraddistingue un livello diverso di potenza per le auto da utilizzare, ed anche una serie di gare, obiettivi da completare per accedere alla classe successiva. Ogni auto nasce ed è acquistabile in una classe base e può raggiungere una classe massima di appartenenza che si può raggiungere acquistando potenziamenti e avanzando nei livelli di CLASSE completando gli obiettivi richiesti. Per gareggiare in ogni classe è necessario avere una macchina che abbia come classe base quella relativa alla classe corrente o appartenga ad una classe minore ma abbia raggiunto la classe corrente tramite i vari potenziamenti. Per acquistare i potenziamenti di cui alcuni bloccati è necessario sbloccarli affrontando una sfida (a volte eccessivamente ardua) e solo vincendo questa sarà possibile acquistarli.

#### Classi
Le classi del gioco sono 10: la classe "principiante", 7 classi intermedie, la classe "internazionale" e quella "élite".

## Curiosità
- Tra le varie vetture è presente un prototipo costruito in unico esemplare: la Melling Hellcat
- Fra i piloti predefiniti, né è presente uno di nome Bobby Sawyer, un chiaro riferimento a Bubba Sawyer di Non aprite quella porta.
- Guardando la Nissan Silvia S15 "esplosa" i più esperti hanno subito notato uno sbaglio; i programmatori hanno modellato come motore un Motore Nissan CA al posto del Motore Nissan SR.
- Guardando più volte la Acura Rsx nel concessionario si può notare che cambia ogni volta il colore predefinito. Secondo le informazioni raccolte dai giocatori, sono quattro le tonalità in cui la si può vedere cioè celeste,bianco,rosso e infine grigio. Questa anomalia, probabilmente creata appositamente non si manifesta in nessun'altra auto presente nel gioco.